# Transmission gate
In elettronica il transmission gate (TG), detto anche relè elettronico o interruttore analogico, è un componente che funge da relè non meccanico realizzato con tecnologia CMOS. Si tratta di due MOSFET, un pMOS e un nMOS i cui gate sono pilotati da segnali complementari, che costituiscono un interruttore bidirezionale tra i due capi del parallelo.

## Operazioni
La corrente elettrica può scorrere in entrambi i versi del componente, e a seconda di quale dei due gate sia collegato a massa la connessione tra i capi del parallelo è caratterizzata da un'alta o da una bassa resistenza, che sono rispettivamente circa Ron = 100 Ohm e Roff > 5 MOhm.
Lo schema di funzionamento è il seguente:
| CONTROL | CONTROL | INPUT | OUTPUT |
| pMOS    | nMOS    | IN    | OUT    |
| ------- | ------- | ----- | ------ |
| 0       | 1       | 0     | 0      |
| 0       | 1       | 1     | 1      |
| 1       | 0       | 0     | Z      |
| 1       | 0       | 1     | Z      |

## Struttura

Diagramma di funzionamento di un transmission gate.

In generale, un transmission gate è formato da due transistor MOSFET, nei quali – diversamente dai dispositivi discreti – il terminale del substrato (bulk) non è connesso internamente al terminale del source. I due transistor, un MOSFET canale-n  e un MOSFET canale-p, sono connessi in parallelo, ma solo i terminali drain e source dei due transistor sono connessi assieme. I loro terminali gate sono connessi tra di loro attraverso una porta logica NOT (invertente), a formare il terminale di controllo.
Diversamente dall'utilizzo di FET discreti, il terminale del substrato non è connesso al terminale di source. I terminali di substrato sono connessi invece al corrispettivo potenziale di alimentazione in modo da assicurare che il diodo parassita di substrato (quello presente tra source/drain e substrato) sia sempre polarizzato inversamente e perciò non influisca sul segnale passante. Il terminale di  substrato del MOSFET canale-p viene perciò connesso al terminale di alimentazione positivo, mentre il terminale di substrato del MOSFET canale-n viene connesso al terminale di alimentazione negativo.